# Brassoepidendrum
Brassoepidendrum, (abreviado Bepi.) en el comercio,  es un híbrido intergenérico entre los géneros de orquídeas Brassavola y Epidendrum, and from no others.